# Donaustadt

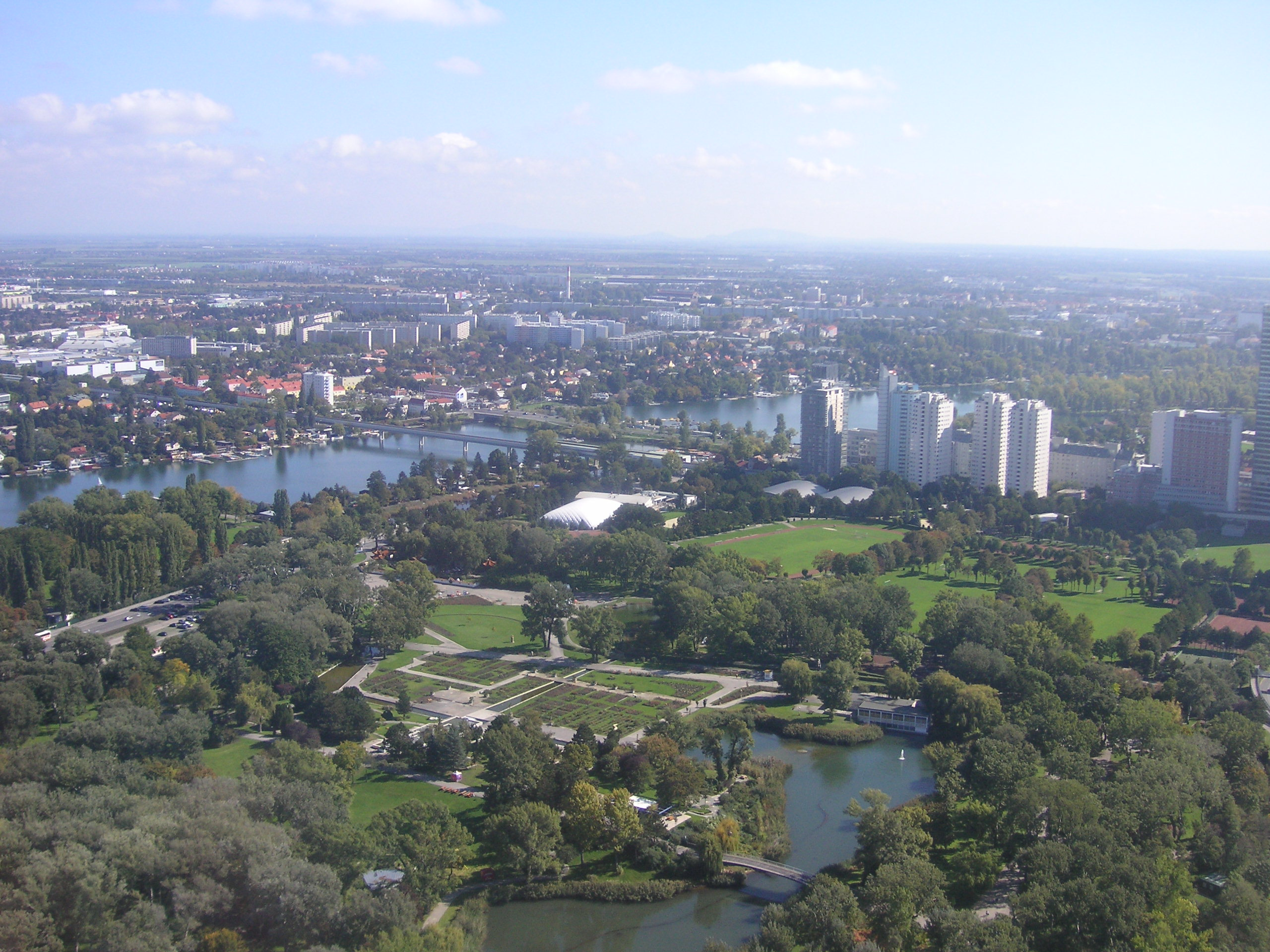
Donaustadt sedd från Donauturm. På andra sidan bron, som leder till centrala Wien, ligger distrikten Leopoldstadt och Brigittenau.

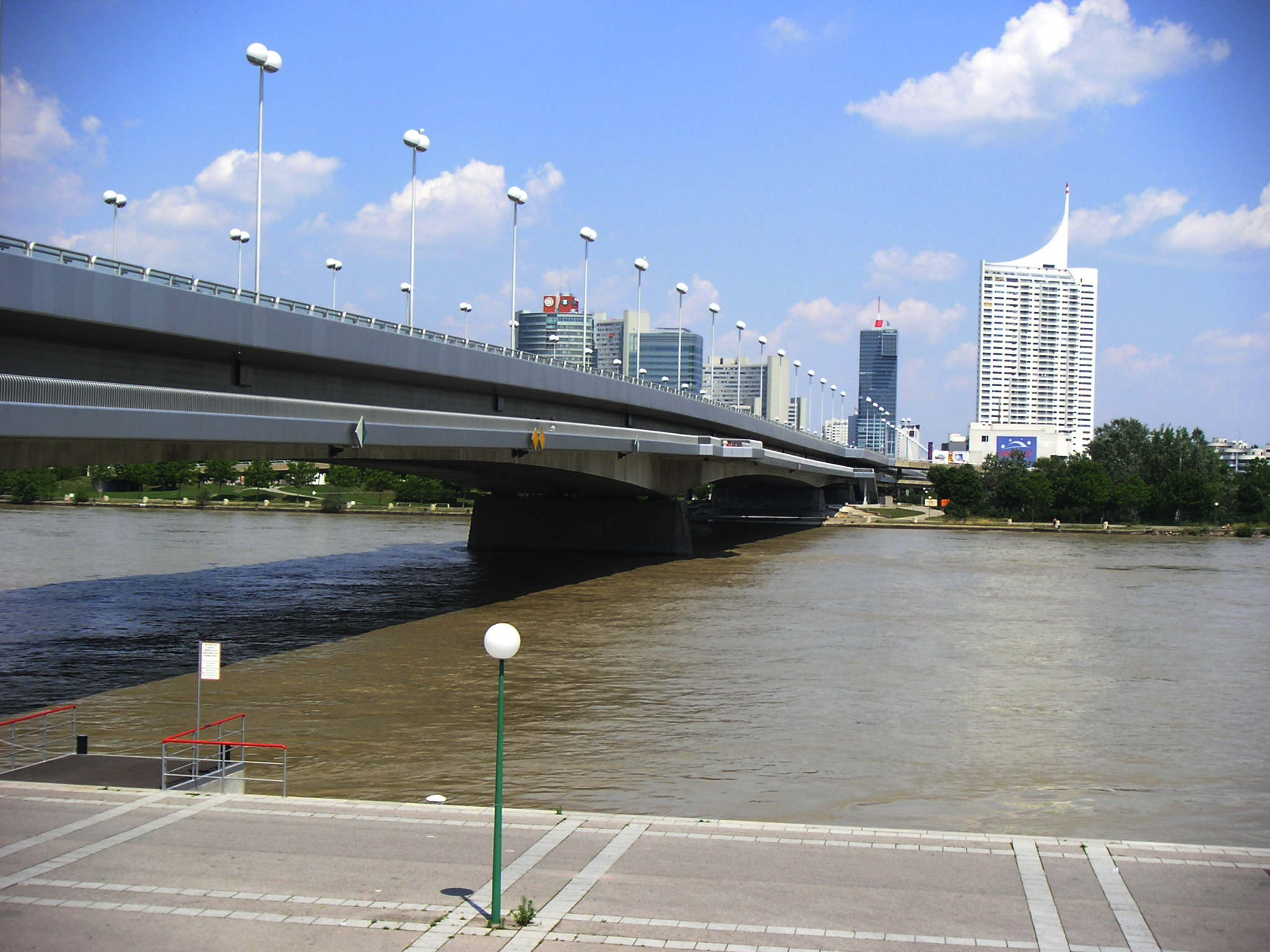
Reichsbrücke, huvudbron som sammanbinder Donaustadt med Leopoldstadt och centrala Wien, med Kaisermühlen i bakgrunden.

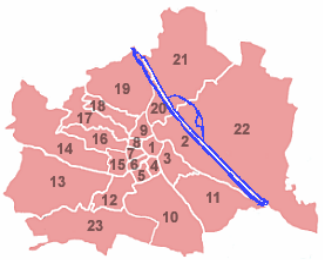
Wiens distrikt. Donaustadt är nummer 22.

Donaustadt är ett distrikt (tyska: Gemeindebezirk) i Österrikes huvudstad Wien. Wien är indelat i 23 distrikt och Donaustadt har distriktsnummer 22. 
Donaustadt har cirka 203 900 invånare och en yta på 102,30 kvadratkilometer. och står därmed för cirka en fjärdedel av Wiens yta.

## Historia
De gamla byarna Aspern och Essling är kända som platsen där ärkehertig Karl av Österrike besegrade Napoleon Bonapartes franska armé 1809, i slaget vid Aspern-Essling.
Distriktet bildades genom ett beslut i Wiens lantdag den 29 juni 1945. Meningen var att återställa gränserna mellan Wien och Niederösterreich. På grund av Sovjets ockupation kunde dock inte beslutet träda i kraft på en gång. Först 1954 accepterade Sovjet förslaget, och beslutet verkställdes den 2 juli 1954.